# مریخ (فیلم ۱۹۳۰)
«مریخ» (انگلیسی: Mars (1930 film)) یک فیلم است.

## داستان
اُزوالد و یک گورکن بزرگ روی نیمکتی در پارک نشسته‌اند. در این میان، یک گربهٔ مادهٔ زیبا وارد می‌شود و ترانهٔ «نیمکتی در پارک» را می‌خواند (این ترانه پیش‌تر در فیلم سلطان جاز استفاده شده بود).
وقتی گربه دستمالی می‌اندازد، اُزوالد و گورکن برای برداشتن آن هجوم می‌برند. پس از برداشتن دستمال، آن را می‌کشند تا اینکه پاره می‌شود. وقتی گربه دوباره از کنارشان می‌گذرد، اُزوالد بخشی از لباس گورکن را به میخی روی نیمکت گیر می‌اندازد. گورکن دوباره با عجله می‌دود اما در نتیجه، تنها با زیرپوش باقی می‌ماند. اُزوالد به‌سوی گربه می‌رود و در حالی‌که گورکن از خجالت فرار می‌کند، با او صحبت می‌کند. اما پیش از آن‌که فرصت پیدا کند زمان زیادی را با گربه بگذراند، گورکن با یک بشکهٔ شراب برمی‌گردد و اُزوالد را با لگدی محکم از پشت به فضا پرتاب می‌کند.
پس از سفری طولانی، اُزوالد خود را در سیارهٔ مریخ می‌یابد. او با حیواناتی عجیب‌وغریب روبه‌رو می‌شود و در نهایت با پادشاه آن‌ها دیدار می‌کند. هنگامی که پادشاه مریخی هویت او را می‌پرسد، اُزوالد با خواندن ترانهٔ مخصوص خود را معرفی می‌کند. پادشاه از ترانه خوشش می‌آید، و حیوانات عجیب‌وغریب هم لذت می‌برند. پس از لحظاتی جشن و شادی، موجودی عظیم و عنکبوت‌مانند ظاهر می‌شود. همهٔ حیوانات از جمله اُزوالد فرار می‌کنند. اُزوالد آن‌قدر می‌دود تا به لبه‌ای می‌رسد و چون راه دیگری ندارد، ناچار به پریدن می‌شود. او سقوط می‌کند و دوباره در فضا شناور می‌ماند. در مسیر، به یک شهاب‌سنگ برخورد می‌کند و سوار آن می‌شود.
در زمین، گورکن و گربه تازه با هم ازدواج کرده‌اند و با لباس عروسی در پارک قدم می‌زنند. با این حال، گربه از این رابطهٔ تازه راضی به نظر نمی‌رسد. ناگهان شهاب‌سنگ اُزوالد به آن‌ها برخورد کرده، گورکن را بیهوش می‌کند و لحظاتی بعد اُزوالد هم به زمین می‌افتد. گربه با دیدن گورکن بیهوش‌شده خوشحال می‌شود، و در حالی‌که گورکن روی پیاده‌رو افتاده، کنار شکمش می‌ایستد و اُزوالد را می‌بوسد. پس از آن، گربه با اُزوالد وارد رابطه می‌شود.